# تشارلز إي. ودورث
تشارلز إي. ودورث (بالإنجليزية: Charles E. Woodworth)‏ هو عالم حشرات وعالم حيوانات أمريكي، ولد في 1897، وتوفي في 1966.